# Natalia Aispurúa
Natalia Aispurúa (Buenos Aires, 20 de diciembre de 1991) es una jugadora de vóleibol argentina que se desempeña en la posición de central. A nivel de clubes compitió en Boca Juniors, además de distintos equipos europeos, mientras que con la Selección femenina de voleibol de Argentina participó en el Grand Prix de Voleibol de 2014, entre otras competencias internacionales.

## Biografía
Comenzó con la práctica del voleibol a los 14 años en el Club Deportivo Morón donde su padre trabajaba como entrenador de básquet. Tiempo después pasaría al Club Atlético Boca Juniors, donde se consagró campeona de la Liga Argentina 2012 y 2013, así como del Torneo Metropolitano 2013, además de alcanzar el tercer puesto en el Campeonato Sudamericano de Clubes 2014. En 2015 pasó al VFM Hotel Crystal de Suiza, donde jugó junto a Josefina Fernández en reemplazo de Florencia Busquets. Con este equipo disputó la Challenge Cup de 2015, llegando a los octavos de final. Tras volver a Boca y disputar el Campeonato Sudamericano de Clubes de 2017, se sumó al Evreux francés, para al año siguiente fichar por el en ese momento recién ascendido Club Voleibol Emevé de la liga española. Al momento de su fichaje, el club de Lugo destacó su "gran experiencia" y su "estabilidad tanto ofensiva como defensiva en el centro de la red".
En 2019 nuevamente actuó en Boca Juniors, disputando el Torneo Metropolitano, club al que retornó en 2021 para disputar la Copa Metropolitana. En septiembre de 2021 fichó por el Lamvac (Lattes-Montpellier Volley Athletic-club) de la segunda división francesa.

## Selección nacional
Con la selección argentina mayor participó de los World Grand Prix de 2013, 2014 y 2015, y su continuación la Liga de Naciones de 2018, además de la Copa Mundial de 2015. Si bien no formó parte del plantel que disputó los Juegos Olímpicos de Río de Janeiro 2016, si se hizo presente en los Juegos Suramericanos de 2014, donde consiguió la medalla de oro; los Juegos Suramericanos de 2018 (capitana y medalla de plata) y los Juegos Panamericanos de 2015, entre otras competencias.

## Vida personal
Es hija del jugador de básquetbol Sergio Aispurúa, quién se desempeñó en la selección de básquetbol de Argentina, y hermana de Sofía Aispurúa, también jugadora de básquet con la selección nacional. Está casada con Ezequiel Palacios, jugador de voleibol que participó en los Juegos Olímpicos de Tokio 2020.

## Palmarés

### Clubes
- Campeona - Liga Argentina Femenina 2012 (con Boca Juniors)
- Campeona - Liga Argentina Femenina 2013 (con Boca Juniors)
- Campeona - Torneo Metropolitano 2013 (con Boca Juniors)
- Tercer puesto -  Campeonato Sudamericano de Clubes 2014 (con Boca Juniors)

### Selección
- Medalla Oro - Juegos Suramericanos 2014
- Medalla Plata - Juegos Suramericanos 2018

## Distinciones individuales
- Segunda mejor central de la Copa Panamericana de 2017[14]